# Договір про створення Конституції для Європи
До́гові́р про ство́рення Конститу́ції для Євро́пи (ДКЄ; також Європе́йська конститу́ція або Конституці́йний до́гові́р) — проєкт Конституції Європейського Союзу, підготовлений спеціально для цього створеним Конвентом (див. також Лаекенська декларація), упродовж року широко обговорювався публічно і на міжурядовій конференції, зазнав певних змін, і зрештою був ухвалений 18 червня 2004 року головами держав та урядів 25 країн ЄС. Урочисте підписання Конституційного договору відбулося 29 жовтня 2004 року в Римі; він мав набути чинности після ратифікації в усіх державах Європейського Союзу. Конституція для Європи була ратифікована 18 державами-членами, зокрема на референдумах в Іспанії та Люксембурзі. Проте неприйняття Європейської Конституції французами та нідерландцями у травні та червні 2005 року призвело до завершення процесу ратифікації.
Конституційний договір був покликаний спростити правовий доробок Європейського Союзу шляхом заміни всіх попередніх договорів єдиним, узагальнення законодавчої процедури, зменшення правових інструментів та уточнення повноважень Європейського Союзу. Серед головних нововведень Конституції — юридичний статус ЄС; запровадження посади президента Європейської Ради та міністра закордонних справ ЄС; включення до самого договору Хартії основних прав, яка, таким чином, стає обов’язковою до виконання; вдосконалення інституційної структури; подальше обмеження застосування права вето на ухвалювання рішень; залучення до ухвалювання рішень в Європейському Союзі національних парламентів тощо.
Після періоду роздумів було створено Лісабонський договір, який замінив Конституційний договір. Він містив багато змін, які спочатку були внесені до Конституційного договору, але замість того, щоб скасувати та замінити існуючі договори, просто вніс до них поправки та відмовився від ідеї єдиної кодифікованої конституції. Лісабонський договір, був підписаний 13 грудня 2007 року, набув чинности 1 грудня 2009 року.

## Історія

### Складання проєкту
Розробка Європейської конституції почалася із заклику до нових дебатів щодо майбутнього Європи, зробленого на Європейській раді в Лакені в грудні 2001 року. Незабаром після цього було засновано Європейський конвент; його очолив колишній президент Франції Валері Жискар д'Естен і складався з двох членів парламенту (зазвичай один від правлячої більшості та один від опозиції) від кожної держави-члена та держави-кандидатки, 16 членів Європарламенту, два члени Європейської комісії і представника від кожного уряду. Жискар д'Естен запропонував розробити проєкт Конституції. Романо Проді, президент Європейської комісії, підтримав проєкт тексту під назвою «Проєкт Пенелопа», який містив глибшу інтеграцію держав і більш чітку інституційну модель.
Після тривалих переговорів на Міжурядовій конференції (МУК) під час головування Італії виникли суперечки щодо запропонованих рамок для голосування кваліфікованою більшістю: остаточний текст був ухвалений у червні 2004 року під час головування Ірландії.

### Згадка про християнство в преамбулі
Декілька країн закликали включити в преамбулу Конституції посилання на християнство. Серед них були Італія, Литва, Мальта, Польща, Португалія, Чехія та Словаччина, які в травні 2004 року надіслали листа президентству Ірландії, у якому говорилося, що «уряди цих держав вважають пріоритетом визнання християнської традиції в Преамбулі» та зазначивши, що список підписантів не є вичерпним, оскільки вони сподіваються, що інші країни приєднаються до їх ініціативи. Грецький уряд також підтримував посилання на християнство.
Найсильнішими противниками будь-якого посилання на християнство були Франція та Бельгія. Іншими державами, які виступали проти такого посилання, були Німеччина, Данія, Швеція, Фінляндія, Словенія та Кіпр. Серед інших країн Іспанія спочатку підтримувала включення посилання на християнство, але наступний уряд Сапатеро змінив позицію.
Згодом узгоджена Конституція не робила явних посилань на християнство, згадуючи лише «культурну, релігійну та гуманістичну спадщину Європи». Це рішення викликало розчарування у Ватикані, але задоволення з боку держави-кандидатки Туреччини.

### Підписання
Договір про створення Конституції для Європи був підписаний у Римі 29 жовтня 2004 року 53 високопоставленими політичними діячами з 25 держав-членів Європейського Союзу. У більшості випадків глави держав призначали повноважних представників для підписання договору, але деякі президенти також підписували від імені держав, які були республіками. Більшість призначених повноважних представників були прем'єр-міністрами та міністрами закордонних справ.

### Ратифікація

Ратифікації в державах-членах та державах-кандидатках:
Так – Частина договору про вступ
Так – Голосування в парламенті
Так – Референдум
Ні – Референдум
Референдум було скасовано і ніколи не проводився
Референдум так і не відбувся

12 січня 2005 року Європейський парламент проголосував за юридично необов'язкову резолюцію на підтримку Конституції 500 голосами «за», 137 «проти» та 40 утрималися.
Перш ніж будь-який установчий договір ЄС набуде чинности, його мають ратифікувати всі держави-члени. Ратифікація має різні форми в кожній державі, залежно від її традицій, конституційних домовленостей і політичних процесів. Більшість держав-членів ратифікують договори ЄС після голосування в парламенті, тоді як деякі, зокрема Ірландія та Данія, іноді проводять референдуми, у випадку Ірландії, коли угода вимагає внесення поправок до конституції, оскільки всі поправки мають бути схвалені на референдумі. У відповідь на те, що вважалося новою природою Конституції, багато прихильників і противників Конституції стверджували, що вона повинна пройти через референдуми у всьому Європейському Союзі.
20 квітня 2004 року тодішній прем'єр-міністр Сполученого Королівства Тоні Блер несподівано оголосив про намір провести референдум, пропозицію, яку він раніше відхилив. Ще сім держав-членів оголосили або вже оголосили про проведення референдумів щодо Конституції, зокрема Данія, Франція, Ірландія, Люксембург, Нідерланди, Іспанія та Португалія.
Іспанія була першою країною, яка провела референдум щодо Конституції. 20 лютого 2005 року іспанські виборці підтримали угоду: 76% проголосували «за», 24% «проти» при явці 43%.
29 травня 2005 року французи відхилили Конституцію з перевагою 55% проти 45% при явці 69%. 1 червня нідерландці відхилили Конституцію з перевагою 61% проти 39% при явці 62%.
Незважаючи на відмову у Франції та Нідерландах, Люксембург провів референдум 10 липня 2005 року, на якому 57% проти 43% схвалили Конституцію. Це був останній референдум щодо Конституції, оскільки всі інші держави-члени, які планували провести референдуми, скасували їх.

### Поствідмова
Після результатів референдумів у Франції та Нідерландах європейські лідери вирішили провести «період роздумів» про те, що робити далі. У рамках цього періоду роздумів була створена «група мудреців», щоб розглянути можливі варіанти дій. Ця група високопоставлених європейських політиків – колишніх прем’єр-міністрів, міністрів і членів Європейської комісії – вперше зустрілася 30 вересня 2006 року в Римі.
4 червня 2007 року ця група, відома як Amato Group, представила свій звіт. Вони запропонували заснувати нову міжурядову конференцію з метою написання нового договору, який би переписав Маастрихтський договір, вніс зміни до Римського договору та надав Хартії основних прав Європейського Союзу юридично обов’язковий статус. Новий договір ґрунтуватиметься на першій і четвертій частинах Конституції, решта змін Конституції буде досягнуто шляхом поправок до Римського договору.ї
На європейському саміті в червні 2007 року держави-члени погодилися відмовитися від ідеї Конституції та внести зміни до існуючих договорів, які залишатимуться в силі. Вони також узгодили детальний мандат для нової міжурядової конференції для переговорів щодо нового договору, що містить такі поправки до існуючих договорів (насамперед до Римського договору та Маастрихтського договору). До кінця року ці переговори були завершені. Новий договір, який раніше називався Договором про реформу, став Лісабонським договором після його підписання в Лісабоні 13 грудня 2007 року.

### Огляд національних голосувань
| Держава-член                     | Дата                                                                                                   | Результат | Передача депозитарію уряду Італії |
| -------------------------------- | --- | --- | --------------------------------- |
| Литва                            | 11 листопада 2004                                                                                      | Так. Сейм: 84 проти 4, 3 утрималися. | 17 грудня 2004                    |
| Угорщина                         | 20 грудня 2004                                                                                         | Так. Національна асамблея: 323 проти 12, а 8 утрималися. | 30 грудня 2004                    |
| Словенія                         | 1 лютого 2005                                                                                          | Так. Державне зібрання: 79 проти 4, ніхто утримався. | 9 травня 2005                     |
| Італія                           | 25 січня 2005 6 квітня 2005                                                                            | Так. Палата депутатів: 436 проти 28, 5 утрималися. Так. Сенат: 217 проти 16, ніхто не утримався. | 25 травня 2005                    |
| Іспанія                          | 20 лютого 2005 28 квітня 2005 18 травня 2005 20 травня 2005                                            | Так. Консультативний референдум: 76,73% проти 17,24%, 6,03% порожніх бланків, явка 42,32% участі. Так. Конгрес депутатів: 311 проти 19, ніхто не утримався. Так. Сенат: 225 проти 6, 1 утримався. Королівська згода. Король Хуан Карлос I | 15 червня 2005                    |
| Австрія                          | 11 травня 2005 25 травня 2005                                                                          | Так. Національрат: Затверджено підняттям рук при 1 проти. Так. Бундесрат: Затверджено підняттям рук при трьох проти. | 17 червня 2005                    |
| Греція                           | 19 квітня 2005                                                                                         | Так. Парламент: 268 проти 17, 15 утрималися. | 28 липня 2005                     |
| Мальта                           | 6 липня 2005                                                                                           | Так. Парламент: Погоджено без поділу. | 2 серпня 2005                     |
| Кіпр                             | 30 червня 2005                                                                                         | Так. Палата представників: 30 проти 19, один утримався. | 6 жовтня 2005                     |
| Латвія                           | 2 червня 2005                                                                                          | Так. Сейм : 71 проти 5, шість утрималися. | 3 січня 2006                      |
| Люксембург                       | 10 липня 2005 25 жовтня 2005                                                                           | Так. Консультативний референдум: 56,52% проти 43,48%, явка 87,77%. Так. Палата депутатів: 57 проти 1, ніхто не утримався. | 30 січня 2006                     |
| Бельгія                          | 28 квітня 2005 19 травня 2005 17 червня 2005 20 червня 2005 29 червня 2005 19 липня 2005 8 лютого 2006 | Так. Сенат:54 проти 9, один утримався. Так. Палата представників: 118 проти 18, один утримався. Так. Парламент Брюссельського столичного регіону: 70 проти 10, ніхто не утримався. Так. Парламент німецькомовної спільноти: 21 проти 2, ніхто не утримався. Так. Парламент Валлонії: 55 проти 2, ніхто не утримався. Так. Парламент Французької спільноти: 79 проти 0, ніхто не утримався. Так. Парламент Фландрії: 84 проти 29, один утримався. | 13 червня 2006                    |
| Естонія                          | 9 травня 2006                                                                                          | Так. Рійгікогу: 73 проти 1, ніхто не утримався. | 26 вересня 2006                   |
| Болгарія                         | 1 січня 2007                                                                                           | Так. Відповідно до положень Договору про приєднання 2005 року | Не обов'язково                    |
| Румунія                          | 1 січня 2007                                                                                           | Так. Відповідно до положень Договору про приєднання 2005 року | Не обов'язково                    |
| Словаччина                       | 11 травня 2005                                                                                         | Так. Народна рада: 116 проти 27, четверо утрималися. |                                   |
| Німеччина                        | 12 травня 2005 27 травня 2005 31 жовтня 2006                                                           | Так. Бундестаг: 569 проти 23, двоє утрималися. Так. Бундесрат: 66 проти 0, троє утрималися. Заморожено. Федеральний конституційний суд |                                   |
| Фінляндія вкл. Аландські острови | 5 грудня 2006 Скасовано                                                                                | Так. Едускунта/Риксдаг: 125 проти 39, четверо утрималися. Лаґтинґ |                                   |
| Франція                          | 29 травня 2005 Скасовано                                                                               | Ні. Референдум: 54,68% проти 45,32%, явка 69,34%. Національні збори: Сенат: |                                   |
| Нідерланди                       | 1 червня 2005 Скасовано                                                                                | Ні. Консультативний референдум: 61,54% проти 38,46%, явка 63,30%. Палата представників: Сенат: |                                   |
| Чехія                            | Скасовано Скасовано Скасовано                                                                          | Референдум: Сенат: Палата депутатів: |                                   |
| Данія                            | Скасовано                                                                                              | Референдум: Фолькетинг: |                                   |
| Ірландія                         | Скасовано Скасовано Скасовано                                                                          | Референдум: Дойл Ерен: Шенад Ерен: |                                   |
| Польща                           | Скасовано Скасовано                                                                                    | Референдум: Сейм: Сенат: |                                   |
| Португалія                       | Скасовано Скасовано                                                                                    | Референдум: Асамблея Республіки: |                                   |
| Швеція                           | Скасовано                                                                                              | Риксдаґ: |                                   |
| Велика Британія                  | Скасовано Скасовано Скасовано Скасовано                                                                | Референдум: Палата громад: Палата лордів: Єлизавета II: |                                   |

## Зміст

### Інституційна структура
Згідно з ДКЄ, Рада Європейського Союзу була б офіційно перейменована на Раду міністрів, що вже є її неофіційною назвою. «Рада із загальних справ» була б формально відокремлена від «Ради закордонних справ», яка неофіційно проводила засідання окремо з червня 2002 року.
ДКЄ пропонував юридичне визнання прапора, гімну та девізу Європейського Союзу, хоча жоден із них не був новим.

### Наділення повноваженнями, субсидіарність, пропорційність
ДКЄ повторив кілька ключових принципів функціонування Європейського Союзу:
- Принцип наділення повноваженнями: усі повноваження ЄС добровільно передаються державами-членами;
- принцип субсидіарности: урядові рішення повинні прийматися на найнижчому можливому рівні, але залишатися ефективними;
- принцип пропорційности: ЄС може діяти лише настільки, наскільки це необхідно для досягнення його цілей;
- примат права Європейського Союзу: у сферах, де держави-члени уклали юридично обов’язкові угоди на рівні ЄС, вони не можуть приймати національні закони, несумісні з цими законами ЄС.

У ДКЄ було зазначено, що ЄС є союзом держав-членів і що всі повноваження (зони відповідальности) добровільно передаються йому державами-членами відповідно до принципу наділення повноваженнями. ЄС не мав би повноважень за правом, і, отже, будь-які сфери політики, які прямо не визначені в Конституції, залишалися б сферою суверенних держав-членів (незважаючи на «застереження про гнучкість»).
Відповідно до ДКЄ, ЄС міг діяти (тобто ухвалювати закони) лише тоді, коли його держави-члени одностайно погоджуються, що дії окремих держави будуть недостатніми. Це принцип субсидіарности, який ґрунтується на правовому та політичному принципі, що урядові рішення мають прийматися якомога ближче до людей, залишаючись при цьому ефективними. Це головний аргумент проти тверджень про те, що Європа обмежує національний суверенітет, але критики кажуть, що це принцип, до якого можна прислухатися лише на словах, і на практиці ЄС стає дедалі амбіційнішим.

### Примат права Європейського Союзу
Що стосується європейських країн, Суд Справедливости послідовно постановляв, починаючи з 1964 року, що право ЄС має перевагу над законами держав-членів у сферах, де держави-члени дозволяють йому приймати закони. Національне законодавство, несумісне з угодою, уже укладеною на європейському рівні, вважається таким, що «не застосовується», коли виникають питання в судах. Цей основоположний принцип права Європейської Спільноти вперше був визнаний у справі Ван Ґенд ен Лоос проти Нідерландської податкової адміністрації в 1963 році, який був використаний у Коста проти ENEL у 1964 році.

### Судовий захист і основні права
ДКЄ зберіг би роль Суду Європейського Союзу (статті III-353 і наступні).
Крім того, це зробило б (на той момент) необов’язкову Хартію основних прав юридично обов’язковою. На відміну від Лісабонського договору, він включив текст Хартії в сам Договір (див. Частину II ТВК). Він включав різні поправки до Хартії, оприлюднені у 2000 році, зокрема надання переконливого значення Поясненням до Хартії (див. статтю II-112(7) та Декларацію 12 до ДКЄ).
Суд Європейського Союзу продовжував існувати поряд із захистом основних прав як загальних принципів законодавства ЄС (стаття (I-9(3) TCE). Крім того, стаття I-9(2) ДКЄ вимагала від ЄС приєднатися до Європейської конвенції з прав людини.

### Спільні цінності держав-членів
Як зазначено в статтях I-1 і I-2, Європейський Союз відкритий для всіх європейських держав, які поважають спільні цінності держав-членів, а саме:
- людська гідність;
- свобода;
- демократія;
- рівність;
- верховенство права;
- дотримання прав людини;
- права меншин.

Держави-члени також заявляють, що в їх суспільстві переважають такі принципи:
- плюралізм;
- відсутність дискримінації;
- терпимість;
- справедливість;
- солідарність;
- рівність статей.

Деякі з цих положень були б кодифіковані вперше в ДКЄ.

### Цілі
Цілями Європейського Союзу було заявлено ( стаття I-3 ):
- сприяння миру, його цінностям і добробуту людей.
- підтримання свободи, безпеки та справедливости без внутрішніх кордонів, а також внутрішнього ринку, де конкуренція є вільною та неспотвореною.
- сталий розвиток на основі збалансованого економічного зростання та цінової стабільности, висококонкурентної соціальної ринкової економіки.
- соціальна справедливість і захист, рівність жінок і чоловіків, солідарність поколінь і захист прав дитини.
- економічна, соціальна та територіальна єдність та солідарність між державами-членами.
- повага до мовної та культурної різноманітности.

У відносинах зі світом Союз має такі цілі:
- підтримувати та просувати свої цінності та інтереси.
- сприяти миру, безпеці та сталому розвитку Землі.
- солідарність і взаємоповага між людьми.
- вільна та чесна торгівля.
- викорінення бідности та захист прав людини, зокрема прав дитини.
- суворе дотримання та розвиток міжнародного права, включаючи повагу до принципів Статуту ООН.

### Сфера дії

#### Компетенції
ЄС має шість виключних повноважень, сфер політики, у яких держави-члени погодилися, що вони повинні діяти виключно через ЄС, а не приймати закони на національному рівні. Перелік залишається незмінним порівняно з попередніми договорами:
- митний союз;
- ті правила конкуренції, які регулюють внутрішній ринок;
- монетарна політика єврозони;
- збереження морських біологічних ресурсів (Спільна рибальська політика);
- спільна комерційна політика;
- укладення окремих обмежених міжнародних угод.

Існує ряд спільних повноважень. Це сфери, у яких держави-члени погоджуються діяти індивідуально лише там, де вони ще не діяли через ЄС або де ЄС припинив свою діяльність (хоча це сфери, де держави-члени можуть діяти як на національному рівні, так і через ЄС, якщо вони бажають). Три нові повноваження були додані до повноважень попередніх договорів.
Є низка сфер, де ЄС може вживати лише допоміжних, координаційних або додаткових дій. У цих сферах держави-члени не надають жодних повноважень Союзу, але погоджуються діяти через Союз, щоб підтримувати їх роботу на національному рівні. Знову ж таки, три нові повноваження були додані до повноважень з попередніх договорів.

#### Застереження про гнучкість
Застереження про гнучкість ДКЄ дозволяє ЄС діяти в сферах, які не визначені в ДКЄ, а лише:
- якщо всі держави-члени погоджуються;
- за згодою Європейського Парламенту ; і
- якщо це необхідно для досягнення узгодженої мети згідно з ДКЄ.

Цей пункт існує в законодавстві ЄС з моменту підписання Римського договору, який заснував ЄЕС у 1958 році.

#### Спільна зовнішня політика та політика безпеки
ЄС має своєчасно визначити та реалізувати спільну зовнішню політику та політику безпеки. Редакція цієї статті взята з чинного Договору про Європейський Союз.

## Нові положення

### Правосуб'єктність
ДКЄ збирався прямо стверджувати, що ЄС має статус юридичної особи. До цього в договорах чітко вказувалося, що Європейська економічна спільнота, Європейська спільнота з вугілля та сталі та Євратом мають власну окрему правосуб’єктність, але не йшлося про те, чи має її сам Європейський Союз. Вони надали право Європейському Союзу «стверджувати свою ідентичність на міжнародній арені» і дозволили Європейському Союзу укладати договори. Брсакоска-Базеркоска, і Чоутіте і Ндура стверджують, що ЄС мав неявну правосуб’єктність до Лісабонського договору; останній договір також містив чітку заяву про те, що ЄС має статус юридичної особи.

### Нові компетенції
ДКЄ надав би ЄС як нові «спільні компетенції» у сферах територіальної єдности, енергетики та космосу. Це сфери, де ЄС може діяти разом зі своїми окремими державами-членами. ЄС передав йому як нові сфери «підтримки, координації або доповнення» такі сфери, як туризм, спорт та адміністративне співробітництво.

### Кримінальне судочинство
Держави-члени продовжували б співпрацювати в деяких сферах кримінального судочинства, якщо вони погодилися це робити, як зараз. Відповідно до ДКЄ було б додано сім нових сфер співпраці:
- Жорстоке поводження з дітьми;
- Наркоторгівля;
- Шахрайство;
- Торгівля людьми;
- Політична корупція;
- Тероризм;
- Торгівля зброєю●.

### Застереження про солідарність
Нове положення про солідарність ДКЄ визначало, що будь-яка держава-член, яка стала жертвою терористичного нападу чи іншого лиха, отримає допомогу від інших держав-членів, якщо вона про це попросить. Тип допомоги, яка буде запропонована, не вказано. Натомість у разі виникнення такої ситуації Рада міністрів ухвалить рішення про заходи.

### Європейський прокурор
Існувало положення про створення Європейської прокуратури, якщо на це погодяться всі держави-члени та якщо Європейський парламент дасть свою згоду.

### Хартія основних прав Європейського Союзу
ДКЄ містить копію Хартії, з якою вже погодилися всі держави-члени ЄС. Це було включено до Конституції, щоб самі інституції ЄС були зобов’язані відповідати тим самим стандартам основних прав. Під час первісної угоди Хартії британський уряд заявив, що вона не має обов’язкової сили. Включення до ДКЄ поставило б її важливість поза сумнівом.

### Спрощення

#### Спрощення жаргону та правових інструментів
ДКЄ мав спростити європейський жаргон і зменшити кількість правових інструментів ЄС. Однак це довгий документ, сформульований у технічних термінах, який виявився непопулярним, коли був представлений (наприклад) французьким виборцям на їхньому референдумі щодо ДКЄ.
ДКЄ мав уніфікувати правові інструменти в різних сферах політики (у попередніх договорах вони називалися підвалинами Європейського Союзу), зокрема:
- «Регламенти» (основи Спільноти) і «Рішення» (основи поліцейського та судового співробітництва у кримінальних справах (PJC) мали б називатися «європейськими законами».
- «Директиви» (основи Спільноти) і «Рамкові рішення» (основи PJC) мали б називатися «європейськими рамковими законами».
- «Конвенції» (стовпа PJC) мали б бути ліквідовані та замінені в кожному випадку або європейськими законами, або європейськими рамковими законами.
- «Спільні дії» та «Спільні позиції» (те, що зараз є компонентом Спільної зовнішньої політики та політики безпеки) мали б бути замінені рішеннями.

#### Посада міністра закордонних справ
Згідно з ДКЄ, роль Високого представника з питань спільної зовнішньої політики та політики безпеки була б об’єднана з роллю Комісара із зовнішніх зв’язків. Це призвело б до створення нового міністра закордонних справ, який також був би віце-президентом Комісії. Ця особа відповідала б за координацію зовнішньої політики, представляючи ЄС за кордоном у сферах, де країни-члени погоджуються говорити єдиним голосом.

### Функціонування установ

#### Голосування кваліфікованою більшістю
Більше повсякденних рішень у Раді міністрів приймалися б кваліфікованою більшістю голосів, що вимагало 55% голосів членів Ради, які представляють 65% громадян. (55% підвищується до 72%, коли Рада діє за власною ініціативою, а не за законодавчою пропозицією Комісії або міністра закордонних справ Союзу). Одностайна згода всіх держав-членів була бпотрібна лише для прийняття рішень з більш чутливих питань, таких як податки, соціальне забезпечення, зовнішня політика і оборона.

#### Президент Європейської Ради
Шестимісячне ротаційне головування в Європейській раді змінилося на голову, обраного главами урядів, на посаді 2+1⁄2 роки з можливістю поновлення один раз. Сама роль залишатиметься адміністративною та невиконавчою, але замість того, щоб головувати державою-членом, як зараз, її займатиме особа, обрана Радою та підзвітна їй.

#### Президент Ради міністрів
Шестимісячне ротаційне головування в Раді міністрів, яке наразі збігається з головуванням у Європейській раді, було б змінено на 18-місячне ротаційне головування між трьома країнами-членами, намагаючись забезпечити більшу наступність. Винятком була б конфігурація Ради із закордонних справ, яку б очолить новостворений міністр закордонних справ Європейського Союзу.

#### Менша Комісія
До 2014 року склад Комісії був би зменшений з 27 до 18 осіб. Було б менше комісарів, а держави-члени по черзі б призначали комісарів два рази з трьох.

### Парламентська влада та прозорість
- Президент Комісії: Кандидат на посаду Президента Європейської комісії був би запропонований Європейською Радою після консультації з Європейським парламентом і обраний Європейським парламентом. Останнє слово мав би парламент.
- Парламент як співзаконодавчий орган: Європейський парламент отримав би рівні законодавчі повноваження за процедурою спільного прийняття рішень із Радою практично в усіх сферах політики. Раніше він мав таку силу в більшості випадків, але не у всіх.
- Відкриті засідання: Рада міністрів повинна буде проводити публічні засідання під час обговорення всіх нових законів. Наразі вона проводить відкриті засідання лише для текстів, охоплених процедурою спільного прийняття рішень.
- Бюджет: Остаточне слово щодо річного бюджету ЄС буде надано Європейському парламенту. Витрати на сільське господарство більше не будуть обмежені, а будуть поставлені під контроль парламенту.
- Роль національних парламентів: національні парламенти держав-членів отримають нову роль у ретельному розгляді запропонованих законів ЄС і матимуть право заперечувати, якщо вони вважають, що пропозиція виходить за межі узгоджених сфер відповідальности Європейського Союзу. Якщо Комісія захоче проігнорувати таке заперечення, вона буде змушена подати пояснення відповідному парламенту та Раді міністрів.
- Народна ініціатива: Комісії буде запропоновано розглянути будь-яку пропозицію «щодо питань, у яких громадяни вважають, що для імплементації Конституції необхідний правовий акт Союзу», яка має підтримку мільйона громадян. Механізм, за допомогою якого це буде реалізовано на практиці, ще має бути узгоджений. (Див. статтю I-46(4) для деталей.)

### Подальша інтеграція, розширення та вихід

#### Розширена співпраця
Відбулося б посилення існуючих правил «посиленої співпраці», коли одні держави-члени вирішили б тісніше діяти разом, а інші ні. Щонайменше одна третина держав-членів тепер була б змушена брати участь у будь-якій розширеній співпраці, і потрібна згода Європейського парламенту. Варіант посиленої співпраці також було б розширено на всі сфери узгодженої політики ЄС.

#### Перегляди договору
Традиційно поправки до договорів ЄС розглядалися на міжурядових конференціях, на яких Європейська Рада збиралася на довгі закриті засідання, щоб досягти одностайної згоди щодо запропонованих змін. Конвенція, яка розробила проєкт конституційного договору, була зовсім іншою в цьому відношенні. Вона засідала публічно і складалася з національних та європейських політиків. Конституція передбачала, що зміни до Конституції будуть розроблятися конвенцією, якщо Рада міністрів і Європейський парламент не домовляться про інше.
Спрощену редакцію було створено для змін, які можна було б запропонувати внести до розділу III частини III ДКЄ щодо внутрішньої політики та дій Союзу. Зміни до цього розділу могли б бути внесені рішенням Європейської Ради за умови його ратифікації всіма державами-членами.
Конституція також запропонувала загальні «перехідні положення» (Passerelle clause) ( стаття IV-444 ), з якою Європейська Рада могла б погодитися:
- перейти від одноголосного голосування до голосування кваліфікованою більшістю, або
- перейти від спеціальної законодавчої процедури до звичайної законодавчої процедури

у конкретній сфері політики.
Хоча сам Лісабонський договір був розроблений за закритими дверима, він ухвалив процедури внесення змін, запропоновані Конституцією.

#### Застереження про вихід
Нове положення в ДКЄ передбачало односторонній вихід будь-якої держави-члена з ЄС (пункт I-60). Згідно з цим пунктом, коли держава повідомляє Раду про свій намір вийти, врегулювання погоджується в Раді за згодою Парламенту. Якщо протягом двох років переговори не досягнуто, держава все одно йде. Згодом ідентичне положення було включено до договорів Лісабонським договором.